# La scarpa
La scarpa è un cortometraggio del 2005 prodotto da Sky Italia e diretto da Andrea Rovetta. La protagonista è Cecilia Dazzi che, per questo film (insieme con un altro cortometraggio, Sotto le foglie), ha avuto una menzione speciale per l'interpretazione al Nastro d'argento. 

## Trama
Appena risvegliatasi, una ragazza riceve una telefonata dal suo fidanzato che le annuncia di essere in stazione e di essere in procinto di partire, concludendo di fatto la loro relazione. La donna si affretta in ogni modo per raggiungere l'amato, ma passando davanti alla vetrina di un negozio di calzature, viene colpita da un paio di scarpe rosse a punta. Dopo averle acquistate, prende un taxi e arriva in stazione in tempo per vedere il fidanzato. Dopo un malinconico scambio di occhiate, la ragazza decide di vendicarsi: sferra un potente calcio negli stinchi all'uomo con le scarpe appena comprate, quindi le pulisce e se ne va soddisfatta.

## Distribuzione
Il film ha partecipato a numerosi festival italiani ed internazionali, tra cui il Taormina Film Fest, Bellaria Film Festival, BFI London Film Festival, ricevendo una menzione speciale al Festival di Annecy.
Ha inoltre partecipato in una vetrina particolare dedicata alla moda alla 66ª Mostra internazionale d'arte cinematografica di Venezia

## Curiosità
Le scarpe acquistate dalla protagonista per compiere la sua vendetta sono di Ferragamo.